# ریو یاماشیتا (بازیگر)
ریو یاماشیتا (انگلیسی: Rio Yamashita؛ زادهٔ ۱۰ اکتبر ۱۹۹۲) مدل (شخص)، بازیگر اهل ژاپن است. وی از سال ۲۰۰۶ میلادی تاکنون مشغول فعالیت بوده‌است.
از فیلم‌ها یا برنامه‌های تلویزیونی که وی در آن نقش داشته‌است می‌توان به آساکو I و II اشاره کرد.